# GNホールディングス
GNホールディングス株式会社（ジーエヌホールディングス）とは、GNグループの中核企業であり群馬県前橋市に本社を置き自動車ディーラーなどを傘下に持つ持株会社である。

## 概要
- 1925年（大正14年）12月：「ユニオン自動車商会」を創業。群馬県でフォード車の販売を始める。
- 1937年（昭和12年）：日産自動車の特約店となり「群馬日産自動車株式会社」を設立。
- 2012年（平成24年）8月：グループ各社を含めた持株会社制に移行する。群馬日産自動車が、アウディ車販売を行うグループ会社「株式会社ジーエヌシルバーリングス」を吸収合併しGNホールディングス株式会社に商号を変更。グループ統括およびアウディ車販売を行う体制となる。それに伴い、新設分割会社として新会社「群馬日産自動車株式会社」を設立。旧群馬日産自動車株式会社の事業を引き継ぐ。
- 2021年（令和3年）4月：日産プリンス群馬販売の経営権を日産ネットワークホールディングスより取得。当該会社がグループ傘下に入る。

## 事業所

### アウディ車 販売店
- アウディ高前／高崎市中尾町467
- アウディ太田／太田市南矢島町916-１

### CNG車 充填スタンド
- GNクリーンエネルギーステーション前橋／前橋市大渡町2-1-35

## グループ会社
- 群馬日産自動車株式会社
- 日産プリンス群馬販売株式会社
- GNロジパートナーズ株式会社
- 日産部品群馬販売株式会社